# Touques (fiume)
La Touques è un fiume francese che nasce a Champ-Haut e dopo un percorso di 108,4 Km sfocia nella Manica tra Deauville e Trouville-sur-Mer.

## Geografia
Dalla sua sorgente, la Touques scorre diritta verso nord fino a Pont-l'Évêque. La sua valle, ben marcata, taglia l'altopiano cretacico di argilla a silice del pays d'Auge. Un po' prima di Pont-l'Évêque, il corso del fiume si orienta a nord-ovest e sbocca nel mare con un estuario sabbioso, dopo un percorso di 108.4 km, attraverso il pays d'Auge.

### Comuni attraversati
Nei due dipartimenti del Calvados e dell'Orne, la Touques attraversa quarantasette comuni.

### Bacino idrografico
Il bacino idrografico della Touques è vicino al bacino della Dives, dell'Orne a ovest e della Risle a est. La Touques attraversa trenta zone idrografiche per un totale di 1278 km2 di superficie o di 1305 km2. Con l'Alta Calonne, il bacino idrografico si estende anche sul dipartimento dell'Eure.

## Affluenti
La Touques ha quarantotto affluenti (rd per "riva destra" e rs per "riva sinistra") dei quali i due principali sono l'Orbiquet a Lisieux e la Calonne (rd) a Pont-l'Évêque.
- la Fontaine Bouillante (rd), 6.7 km su due comuni, privo di affluenti.
- la Maure (rg), 5.8 km su tre comuni con tre affluenti.
- l'Orbiquet (rd), 29.7 km su tredici comuni con dodici affluenti fra cui :
  - la Courtonne, 17.1 km su cinque comuni con sei affluenti e un subaffluente dunque con rango di Strahler tre.
- il Cirieux (rg), 7.4 km, su tre comuni con due affluenti.
- la Paquine (rd), 24.8 km su tredici comuni con cinque affluenti e di rango di Strahler pari a quattro.
- il Pré d'Auge o Pré d'Auage (rg), 10 km su tre comuni con sei affluenti.
- il Chaussey (rd), 12.5 km su otto comuni con due affluenti.
- la Calonne (rd), 45.3 km su diciannove comuni con venti affluenti fra i quali:
  - il fiume d'Angerville, 6.1 km su tre comuni con due risorgive.
  - il Douet Tourtelle (rd), 6.4 km su cinque comuni senza affluenti.
- l'Yvie (rg), 10.5 km su cinque comuni con un affluente e un subaffluente, dunque di rango di Strahler pari a tre.
- il torrente "des Ouies" (rd), 5 km su due comuni.